# Tractat de Lió (1504)
|  | Per a altres significats sobre altres acords del mateix nom, vegeu «tractat de Lió». |

El  tractat de Lió  de 1504, signat per Lluís XII de França i Ferran el Catòlic, va posar fi a la Segona Guerra de Nàpols amb l'abandonament de les pretensions franceses al Regne de Nàpols a favor de la corona d'Aragó.

## Antecedents
El tractat de Granada signat a 1500 havia establert una aliança militar entre França i Aragó per conquerir el Regne de Nàpols, sota el regnat de Frederic III de Nàpols. Amb el beneplàcit del papa Alexandre VI, el 1501 les tropes espanyoles sota el comandament de Gonzalo Fernández de Córdoba van ocupar la zona sud de la península italiana (les províncies de Calàbria i Pulla), que va quedar en poder d'Aragó, mentre l'exèrcit francès de Bérault Stuart d'Aubigny conqueria la part nord del regne (Abruzzo i Labor) per a França.
En 1502 van sorgir les hostilitats entre els dos ocupants per la possessió dels territoris intermedis, arribant a l'enfrontament armat, tot i l'intent d'arribar a un acord amb el tractat de Líó de 1503, que Ferran va rebutjar. En un principi les forces franceses van fer retrocedir a les espanyoles reduint-les a unes poques places del sud italià, però al llarg de 1503 els espanyols van derrotar els francesos en les batalles de Seminara, Cerinyola i Garellano, assetjats a Gaeta. L'1 de gener 1504 la guarnició francesa de Gaeta va presentar la seva capitulació davant Fernández de Còrdova i va abandonar Nàpols. Pisa, Florència, Siena i Gènova es van posar sota la protecció d'Espanya, la República de Venècia (fins llavors neutral) i Àustria es van alinear amb el bàndol espanyol.
Així les coses, Lluís XII recelava d'una possible invasió espanyola sobre el ducat de Milà, que havia estat ocupat per França el 1499; Ferran el Catòlic, tenint en compte la despesa econòmica que havien provocat tres anys de guerra, no tenia intenció d'ordenar l'avanç de les seves tropes més al nord de Nàpols.

## El tractat
L'11 de febrer de 1504, els ambaixadors espanyols Juan Manuel Gralla i Antonio Agustín van signar l'acord amb els francesos, que recollia els punts següents:
- França i Espanya mantindrien la pau durant un període de tres anys, a comptar a partir del 25 de febrer de 1504.
- Cap dels signants podria establir aliances en perjudici de l'altre.
- Es restabliria les relacions mercantils entre els dos països, excepció feta del regne de Nàpols, on els francesos haurien prohibit el comerç.
- França s'abstindria d'intervenir en les operacions militars que les tropes espanyoles durien a terme per doblegar els últims focus de resistència que alguns barons napolitans mantenien.

L'acord va ser ratificat pels reis catòlics el 31 de març d'aquell mateix any a Santa Maria de la Mejorada.

## Conseqüències
La negociació va continuar fins a la signatura del tractat de Blois de l'any següent, en què tots dos monarques van pactar la cessió del tron napolità a un possible fill del matrimoni entre Ferran II d'Aragó i Germana de Foix.